# Alfonso Corradi (medico)
Alfonso Corradi (Bologna, 6 marzo 1833 – Pavia, 28 novembre 1892) è stato un medico italiano.
La sua attività si esplicò tra rettorato accademico, didattica e ricerca farmacologica, e storia della medicina. Dedicò la maggior parte delle sue pubblicazioni alla ricerca storico-medica.
Fu presidente del Regio istituto lombardo di scienze e lettere di Milano, presidente del Consiglio di amministrazione del collegio Ghislieri di Pavia, presidente della Regia società italiana di Igiene. Fu Rettore dell'Università di Pavia per due mandati (1875-1876, 1877-1878).
Come attività politica fu venne eletto consigliere comunale della sua città, fece parte del Consiglio provinciale di sanità, fu membro del Consiglio superiore della pubblica istruzione.
Venne insignito dell'onorificenza di Grande Ufficiale dell'Ordine della Corona d'Italia.

## Biografia
Corradi studiò medicina all'Università di Bologna, laureandosi nel 1856. Iniziò lavorando come medico all'Ospedale della Vita. L'opera principale di quegli anni fu, in collaborazione con il suo maestro Giovanni Brugnoli e con Cesare Taruffi, Bibliografia italiana delle scienze mediche, della quale furono pubblicati solo i primi due volumi, nel 1858 e nel 1859.
Divenne professore di Patologia Generale dapprima, nel 1859, all'Università di Modena e poi nel 1863 all'Università di Palermo.
L'opera principale, in ambito di storia della medicina, è Annali delle epidemie occorse in Italia dalle prime memorie sino al 1850, che fu pubblicata in sette volumi nelle Memorie della Società medico-chirurgica di Bologna tra il 1865 e il 1895: un lavoro analitico e cronologico di mole eccezionale che fu definito una "vera biblioteca epidemiologica", redatta su documenti estratti in archivi e biblioteche di tutta Italia da fonti fino ad allora ignote e inesplorate. La trattazione, con la storia di epidemie e carestie, prende avvio dall'VIII secolo e giunge fino al XIX; al termine del lavoro, Corradi aggiunse un altro volume di correzioni e nuove osservazioni, e continuò a raccogliere ulteriori documentazioni in vista di futuri perfezionamenti che non furono mai redatti.
Dal 1867 fu professore all'Università di Pavia. Nel 1875 ne fu preside della facoltà di Medicina, dove cambiò il nome del "gabinetto di materia medica" in "gabinetto e laboratorio", che divenne poi "gabinetto e laboratorio di terapeutica generale e di farmacologia sperimentale". Il 15 gennaio 1876 divenne rettore. Qui contribuì alla ristrutturazione dell'orto botanico e promosse l'acquisto e il riadattamento del palazzo Botta Adorno, sede dei dipartimenti di Biologia. 
A Pavia raccolse documenti storici di quella università raccogliendoli nell'opera ancora fondamentale per le indagini storiche sull'ateneo pavese, Memorie e documenti per la storia dell'università di Pavia e degli uomini più illustri che l'insegnarono. L'opera consiste in tre parti pubblicate tra il 1877 e il 1878: la prima comprende la rassegna dei rettori e professori con note biografiche e bibliografiche, la seconda riporta i documenti relativi alle tappe più importanti della storia dell'istituzione, la terza raccoglie lettere dei più illustri professori sull'ateneo.
La sua figura scientifica godeva di rilevanza internazionale, rappresentando gli accademici italiani: nel 1882 a Ginevra, nel 1884 all'Aia, nel 1887 a Vienna. Nell'agosto 1891 al congresso internazionale di igiene a Londra venne proclamato doctor honoris causa dall'università di Cambridge.
Corradi morì il 28 novembre 1892 a Pavia e venne sepolto nel cimitero di Bologna.

## Pubblicazioni
La produzione scientifica comprende circa centocinquanta lavori riguardanti temi di farmacologia e temi storico-medici. Tra le prime pubblicazioni si trovano alcune note su sclerema e sclerodermia da ricerche effettuate a Bologna, un saggio chimico e storico sulla pellagra, considerazioni storiche e mediche sulla scrofola tubercolare.
- Annali delle epidemie in Italia dalle prime memorie sino al 1850; Bologna 1865-1586, 7 volumi
- La chirurgia in Italia degli ultimi anni del secolo scorso fino al presente; Bologna 1871
- L'ostetricia in Italia della metà del secolo scorso fino al presente; Bologna 1872, in 3 volumi
- Dell'odierna diminuzione della podagra; Memorie dell'Academia di scienze di Bologna 1860
- Come oggi le affezioni scrofotubercolosi siansi fatte più communi; 1862
- In che modo le diatesi o disposizioni morbose ne' popoli si mutino; 1862
- Delle morti repentine avvenute in Bologna nel trentacinquennio 1820–54;  1863
- Dell' antica autoplastica italiana; Memorie dell'Istituto Lombardo
- Escursioni d'un medico nel Decamerone. Dell' anestesia chirurgica nel medio evo
- Della infermità di Torquato Tasso, prima parte; 1881
- Tossicologia in re venerea. Delle cantaridi; Annali universali di medicina, Vol. 231, 1875
- Del veleno dei funghi; Vol. 243, 1878
- Dell'avvelenamento coi preparati di zinco; Ib. Vol. 247, 1879
- Intorno alla diffusione della tisichezza polmonare; Atti dell'Istituto Veneto 1867